# Vino de Andalucía

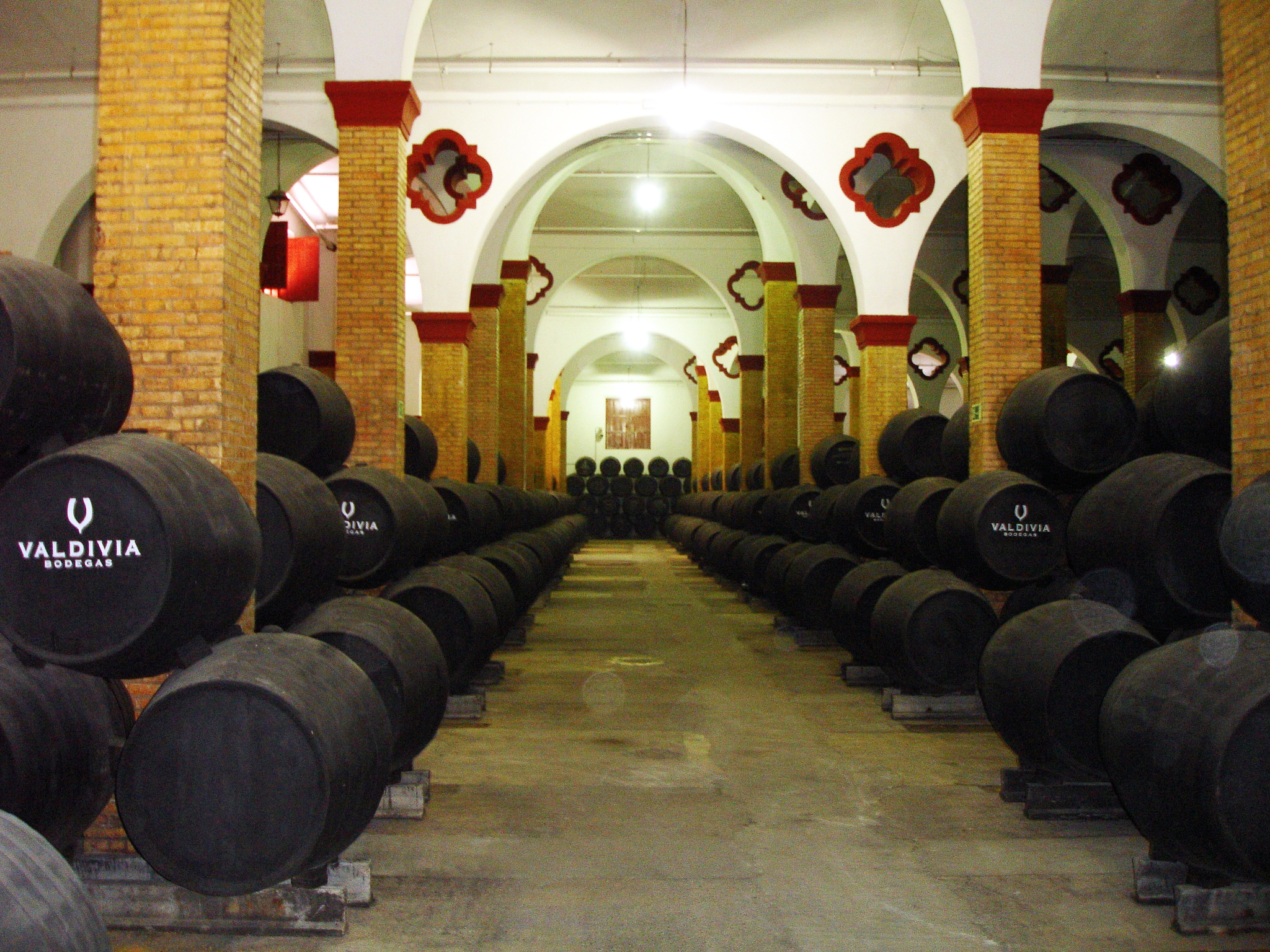
Bodega andaluza.

Andalucía tiene una tradición milenaria en el cultivo de la vid y en la elaboración de vinos que han gozado de gran prestigio y fama en todo el mundo. Los vinos andaluces pertenecen a una estirpe de vinos antiguos como los oportos, los madeiras o los marsalas, nacidos en los siglos XVI y XVII con el auge del comercio marítimo. 
El sector vitícola andaluz se orienta hacia la producción de vinos de calidad. Tradicionalmente, los vinos más característicos han sido los generosos y los dulces, elaborados mediante procesos de criaderas y soleras. Son generosos en alcohol pero también delicados. Su enorme diversidad, dentro de un estilo propio, es una de las características actuales en su producción: finos y manzanillas, amontillados, olorosos, palo cortado, dulces y moscateles, etc.
Más del 70% de los viñedos de Andalucía están amparados por alguna de las nueve denominaciones de origen establecidas: Condado de Huelva, Jerez, Málaga, Manzanilla-Sanlúcar de Barrameda, Montilla-Moriles, Sierras de Málaga, Denominación de origen protegida vino de calidad de Lebrija y Vino Naranja del Condado de Huelva. Además, existen 16 indicaciones geográficas con derecho a la mención tradicional Vino de la Tierra y con mención Vino de Calidad. 
También existen otros vinos históricos no amparados bajo denominación de origen o indicación geográfica alguna, como son la Tintilla de Rota, el Pajarete y el Moscatel de Chipiona. Asimismo en Andalucía es importante la producción de vinagres y aguardientes, algunos de ellos con denominación de origen propia, como el Vinagre de Jerez y el Brandy de Jerez.
Además a través del Programa de Apoyo al Sector Vitivinícola Español el sector recibe apoyo financiero por parte de la Comisión Europa a través de fondos FEAGA para hacer que nuestras explotaciones sean cada vez más modernas y competitivas adaptándose las producciones a las demandas de los mercados. Para ello se establecen ayudas a la promoción de vinos en países terceros, ayudas a la reestructuración y reconversión de viñedo, ayudas a inversiones, ayudas a innovación en el sector vitivinícola y ayudas a la destilación de subproductos. Asimismo, aunque no están puestas en marcha, dentro de este programa se contempla la posibilidad de incluir ayudas a la cosecha en verde en casos de graves desequilibrios de producción en el mercado, así como ayudas para la replantación por motivos sanitarios y fitosanitarios en caso de sobrevenir enfermedades declaradas oficialmente que pudieran afectar a una parte del territorio.

## Viticultura

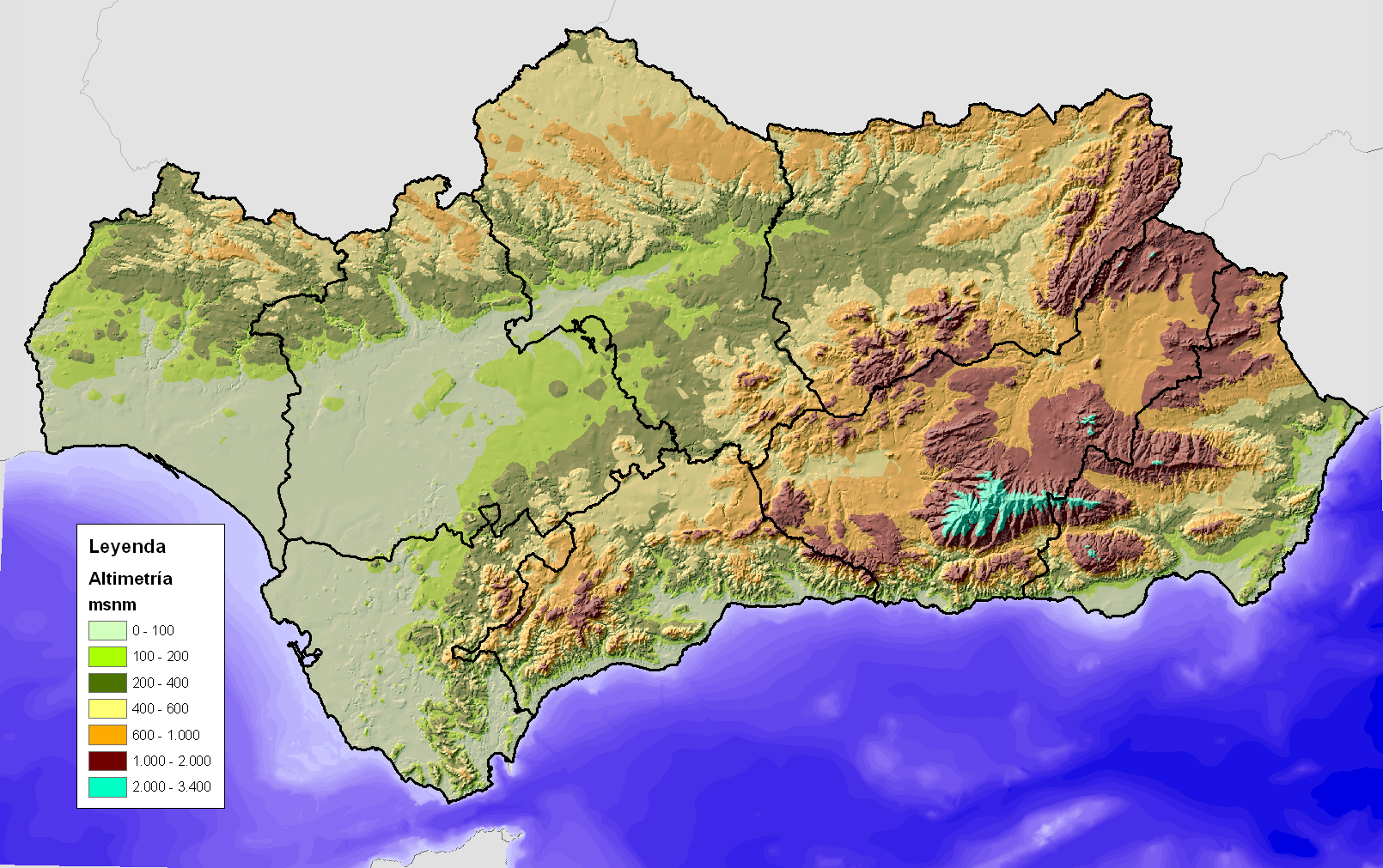
Altimetría de Andalucía.

Por su topografía, geología y clima, los suelos de Andalucía son muy heterogéneos, y la mayoría de ellos excelentes para la agricultura. El viñedo ocupa una extensión aproximada de 40.000 hectáreas y se cultiva en todas las provincias. 

Andalucía se encuadra en su totalidad dentro del dominio climático mediterráneo. No obstante, existe una gran diversidad en las diferentes zonas de Andalucía, existiendo muchas variedades microclimáticas que dan origen a los distintos caldos andaluces.
Las precipitaciones disminuyen de oeste a este, siendo el punto más lluvioso de Andalucía la Sierra de Grazalema. El valle del Guadalquivir presenta pluviometría media. En la provincia de Almería se encuentra el desierto de Tabernas, el único desierto de Europa. Los días de lluvia al año son alrededor de 75, descendiendo hasta 50 en las zonas más áridas. Así, en gran parte de Andalucía se superan los 300 días de sol al año, con vendimias generalmente adelantadas al resto de España, desarrollándose predominantemente en el mes de agosto.
La temperatura media anual de Andalucía es superior a 16 °C. En el Valle del Guadalquivir se registran las temperaturas más altas de España y la península, con un máximo histórico de 47 °C en Córdoba. Las Sierras de Granada y Jaén son las que registran las temperaturas más bajas de todo el sur de la península ibérica. Sierra Nevada tiene la temperatura media anual más baja del sur peninsular (3,9 °C en Pradollano), y sus cumbres permanecen nevadas la mayor parte del año. Son prácticamente inexistentes las heladas durante el periodo vegetativo de la vid, lo mismo que el granizo, que sólo muy ocasionalmente afecta al viñedo.
El relieve andaluz se caracteriza por el fuerte contraste altitudinal en el relieve. En sus fronteras se dan las mayores cotas de la península ibérica y casi un 15 % del territorio por encima de 1000 m; frente a las zonas deprimidas, con menos de 100 metros de altitud en la gran Depresión Bética.

## Vinicultura
El sistema de crianza de vinos más tradicional de los que se emplean en Andalucía es el sistema de criaderas y soleras, que empieza a desarrollarse en el siglo XVIII. Este método se emplea fundamentalmente para la crianza de los vinos generosos de todas la denominaciones de origen andaluzas. Las levaduras forman una capa llamada velo de flor, que recubre el vino de forma natural, protegiéndolo de la oxidación. Éste cambiará las características organolépticas de estos vinos. Es la crianza típica de los Finos, Manzanillas o Condado pálido, siendo el promedio mínimo de crianza de tres años.
La crianza oxidativa es un método de envejecimiento basado en la oxidación del vino. Este sistema, que enriquece el grado alcohólico del vino hasta 17 grados para matar la levadura, permite el intercambio de sustancias entre el aire, el vino y la madera. El vino adquiere mayor cuerpo y unos atributos arganolépticos únicos que recuerdan al tostado y la vainilla. Es la crianza típica de los Olorosos, Pedro Ximénez o Condado Viejo.

## Denominaciones de origen

Regiones vinícolas con Denominación de Origen.

Los Reglamentos de cada Denominación de Origen establecen los límites geográficos amparados, las variedades de vid autorizadas, las técnicas de cultivo que pueden emplearse, las prácticas de elaboración y crianza permitidas y los tipos de vinos amparados. Cada Consejo Regulador controla que se cumpla lo dispuesto en los reglamentos.

### Condado de Huelva
La superficie protegida es de, aproximadamente, 6.000 ha, con una producción media de uva de 40 millones de kilogramos (400.000 Qm.) equivalente a unos 320.000 hectolitros de mosto. El viñedo se extiende sobre terrenos llanos o ligeramente ondulados. En general, son suelos neutros o ligeramente básicos, francos y de fertilidad media, con zonas de insuperable calidad para el cultivo de la vid. La altitud media de los viñedos es de 25 metros, los suelos son arenosos con alto contenido en cal.
Las variedades de vid cultivadas en esta comarca y autorizadas para la elaboración de vinos protegidos por la Denominación de Origen Condado de Huelva son: Zalema, Palomino Fino, Listán de Huelva, Garrido Fino, Moscatel de Alejandría y Pedro Ximénez.

### Jerez-Sherry-Xérès

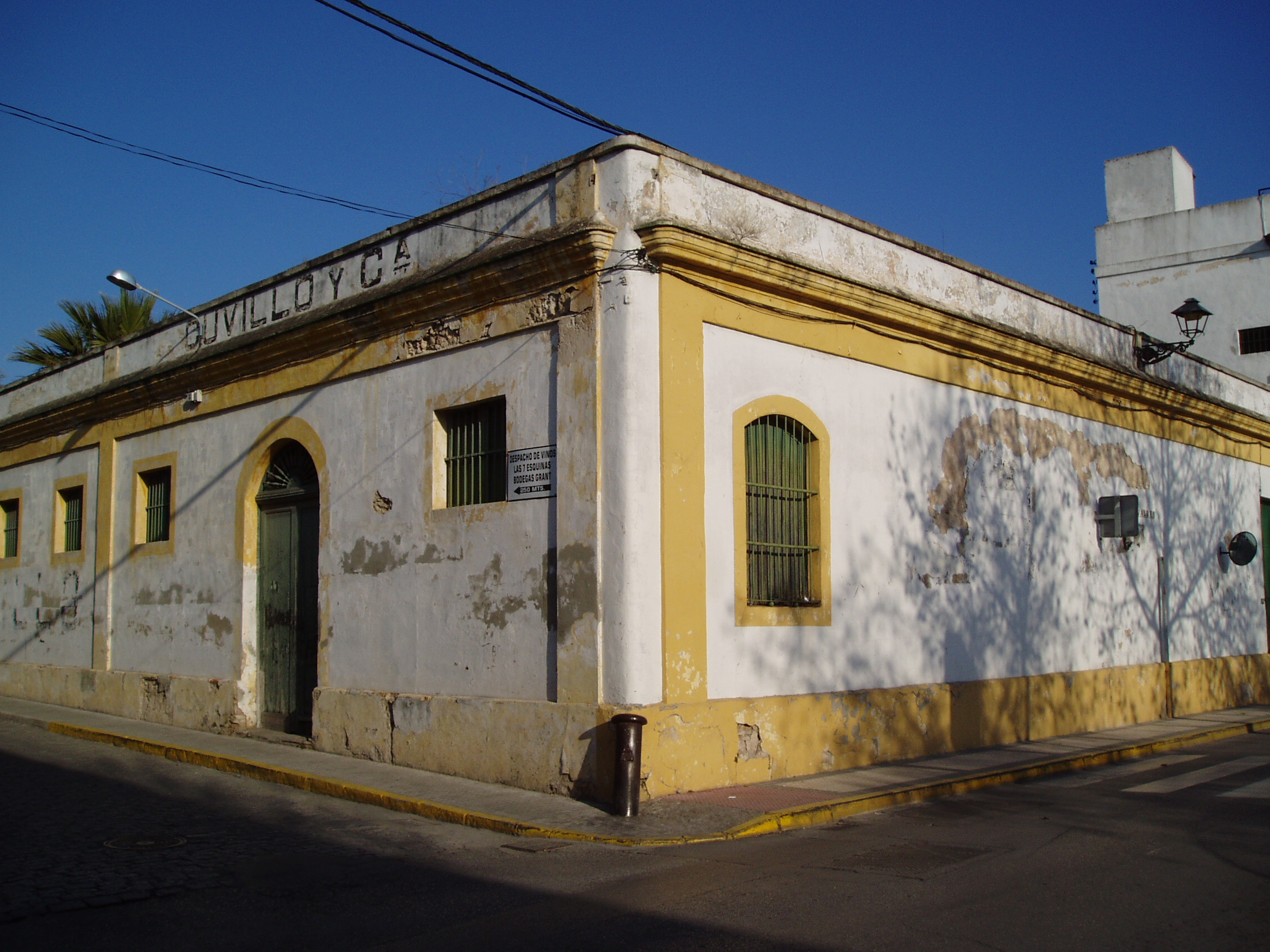
Bodega en el Campo de Guía, El Puerto de Santa María.

Está regulado por el consejo regulador más antiguo de España, instaurado en la II República Española. El consejo regula los vinos de Jerez, manzanilla de Sanlúcar, vinagre de Jerez y Brandy de Jerez. La zona de producción de la uva está compuesta por Jerez de la Frontera, Sanlúcar, El Puerto, Trebujena, Chiclana, Puerto Real, Rota, Chipiona y Lebrija, mientras que la zona de crianza del vino se limita a Jerez, Sanlúcar y El Puerto.
Su situación geográfica, bajo la influencia climática del Atlántico y del Mediterráneo y con una media de 30 días al año de precipitaciones intensas, hace que la crianza de sus caldos tenga características especiales. Otros elementos diferenciadores son la tierra albariza, la variedad de uva Palomino, la crianza bajo flor (levaduras del género Saccharomyces) y el sistema de crianza de criaderas y soleras.

### Málaga
La DO Málaga fue creada en 1933 y ampara vinos generosos elaborados principalmente con uvas Moscatel y Pedro Ximénez, cultivados en los Montes de Málaga, la Axarquía, la Comarca Norte, la Costa Occidental, la Serranía de Ronda y los municipios cordobeses de Benamejí y Palenciana.
El málaga tiene una gama de colores desde el amarillo hasta el negro; aromas florales y frutales en los vinos más jóvenes y complejos en los vinos añejos; y sabores que van desde los varietales a los propios de los vinos muy envejecidos y desde los secos a los dulces.

### Manzanilla de Sanlúcar

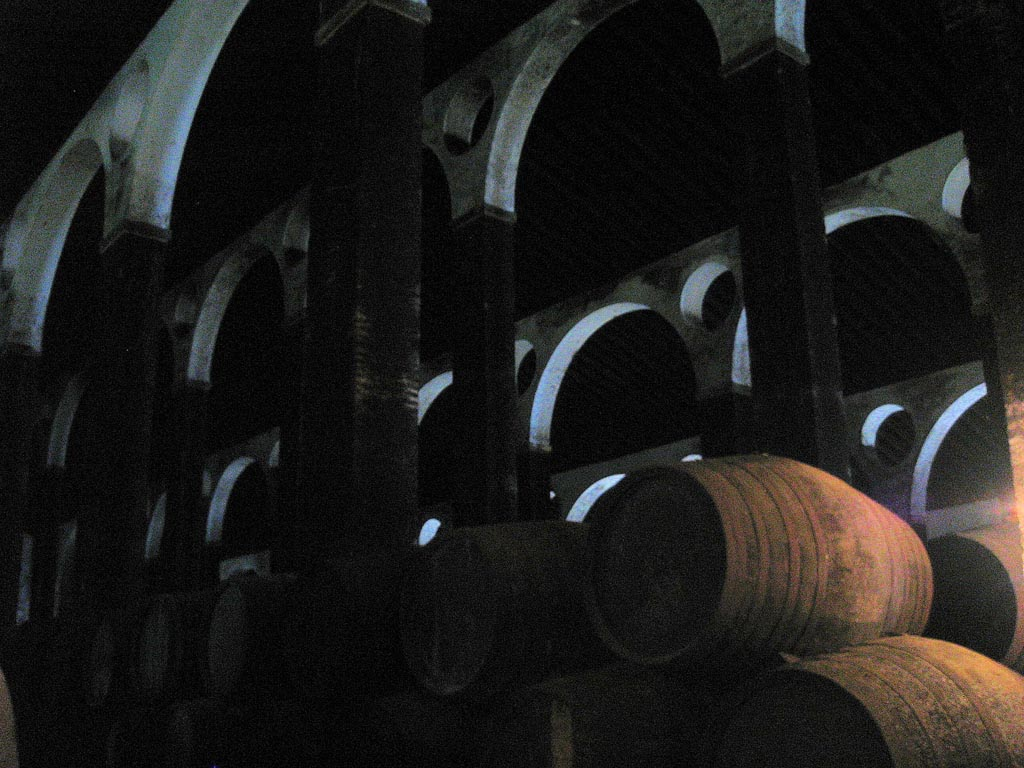
Bodega de Sanlúcar.

Desde 1933, la manzanilla de Sanlúcar de Barrameda se comercializó bajo la Denominación de Origen Jerez-Xérès-Sherry. Sin embargo, en 1964 se modificó el reglamento de dicha denominación, creándose la denominación de origen Manzanilla-Sanlúcar de Barrameda, reconociéndose oficialmente el carácter especial de la manzanilla dentro de los demás jereces y quedando ambas denominaciones amparadas por un mismo Consejo Regulador. 
Las características especiales de este vino son el resultado del proceso de crianza bajo flor a que es sometido. Es un vino muy pálido, de aroma punzante característico, ligero al paladar, seco y poco ácido, con una graduación que hasta hace unos años oscilaba entre 15,5 y 17% de alcohol en volumen. Actualmente la manzanilla tiene 15 grados de alcohol. Es el más ligero de todos los vinos del Marco de Jerez, ideal para acompañar el aperitivo.
Las variedades tradicionales de manzanilla son la manzanilla fina y la manzanilla pasada. Es, junto al vino fino, el caldo consumido por excelencia en las ferias andaluzas.

### Montilla-Moriles
Los caldos típicos de esta zona se elaboran con diferentes variedades de uva blanca. Se someten a crianza bajo velo de flor por el sistema de criaderas y soleras. Podemos encontrar, según su maduración, vino joven, fino, amontillado y oloroso. Estos caldos van oscureciendo sus tonos, convirtiéndose en vinos generosos, hasta alcanzar una graduación alcohólica máxima de unos 20 grados. 
Además, es originario del marco Montilla - Moriles el vino dulce denominado Pedro Ximénez, elaborado con esta variedad de uva. Su consumo se hace cada vez más popular, en buena medida por sus singulares características. Es consumido como acompañamiento para postres o formando parte de recetas dulces, amén de ser degustado en cualquier otra circunstancia.

## Vinos de la Tierra

Vinos de la Tierra.

Para satisfacer la demanda del mercado actual, en los últimos años se han creado 16 indicaciones geográficas con derecho a la mención tradicional Vino de la Tierra, y que son: Altiplano de Sierra Nevada, Bailén, Cádiz, Córdoba, Cumbres del Guadalfeo, Desierto de Almería, Laderas del Genil, Laujar-Alpujarra, Los Palacios, Norte de Almería, Ribera del Andarax, Sierra Norte de Sevilla, Sierra Sur de Jaén, Vino de la Tierra de las Sierras de Las Estancias y Los Filabres, Torreperogil y Villaviciosa de Córdoba.
Estas zonas productoras estaban tradicionalmente orientadas a los mercados locales y ligadas a una viticultura familiar, pero se ha logrado introducir nuevas variedades, fundamentalmente tintas, y modernizado de las explotaciones vitícolas. De este modo, se ha conseguido diversificar la oferta andaluza, tradicionalmente vinculada a los vinos blancos, y adaptarla a los hábitos actuales de consumo.